# Stary Dzierzgoń (gromada)
Stary Dzierzgoń – dawna gromada, czyli najmniejsza jednostka podziału terytorialnego Polskiej Rzeczypospolitej Ludowej w latach 1954–1972.
Gromady, z gromadzkimi radami narodowymi (GRN) jako organami władzy najniższego stopnia na wsi, funkcjonowały od reformy reorganizującej administrację wiejską przeprowadzonej jesienią 1954 do momentu ich zniesienia z dniem 1 stycznia 1973, tym samym wypierając organizację gminną w latach 1954–1972.
Gromadę Stary Dzierzgoń z siedzibą GRN w Starym Dzierzgoniu utworzono – jako jedną z 8759 gromad na obszarze Polski – w powiecie morąskim w woj. olsztyńskim na mocy uchwały nr 17 WRN w Olsztynie z dnia 4 października 1954. W skład jednostki weszły obszary dotychczasowych gromad Bucznik, Matule, Piaski i Górki, ponadto miejscowość Mortąg z dotychczasowej gromady Mortąg, miejscowości Zakręty, Stary Dzierzgoń i Zameczek z dotychczasowej gromady Stary Dzierzgoń oraz miejscowość Wartule z dotychczasowej gromady Wartule ze zniesionej gminy Stary Dzierzgoń, w tymże powiecie. Dla gromady ustalono 17 członków gromadzkiej rady narodowej.
1 stycznia 1960 do gromady Stary Dzierzgoń włączono obszar zniesionej gromady Stare Miasto, a także wsie Folwark i Przezmark, osady Danielówka i Wesoła Kępa oraz PGR-y Nowy Folwark, Protajny i Przezmark ze zniesionej gromady Przezmark – w tymże powiecie.
31 grudnia 1961 do gromady Stary Dzierzgoń włączono wieś Bądze ze zniesionej gromady Jerzwałd w tymże powiecie.
Gromada przetrwała do końca 1972 roku, czyli do kolejnej reformy gminnej. 1 stycznia 1973 w powiecie morąskim reaktywowano gminę Stary Dzierzgoń (od 1999 gmina znajdowała się w powiecie malborskim w woj. pomorskim, a od 2002 wchodzi w skład w powiatu sztumskiego tamże).